# ソフトウェア開発者
ソフトウェア開発者 (ソフトウェアかいはつしゃ、英: software developer) とは、ソフトウェア開発工程に何らかの形で関わる人を表す総称的な職業名である。主に、ソフトウェアに関する調査・設計・実装（プログラミング）・テストを行う者が含まれる。さらにプロジェクトマネージャなどが含まれることもある。
ソフトウェア開発者の職務内容をさらに限定化した職業名として、日本では例えば以下のようなものが使われる：
- プログラマ
- システムエンジニア（和製英語）
- アーキテクト
- プロジェクトマネージャ